# 植田琢磨
植田 琢磨（うえだ たくま）は、日本革命的共産主義者同盟革命的マルクス主義派（革マル派）の議長。なお植田琢磨はペンネームである。
黒田寛一が1996年に議長を退任すると、後任の議長に選出された。公然拠点の解放社での記者会見が公の場への初登場である。2017年1月に植田が住民登録している団地などが有印私文書偽造並びに同行使容疑で家宅捜索を受けた。
警視庁と神奈川県警が本名や住民登録先とされるものを特定したが、革マル派はこれを否定している。その後、警視庁は植田琢磨の本名を「新田寛（にった・ひろし）」と特定したことを発表した。家宅捜索の際、植田が書いた文書には「俺はもう（革マル議長を）やめたい」との言葉が綴られていたという。